# Pasaporte sanmarinense

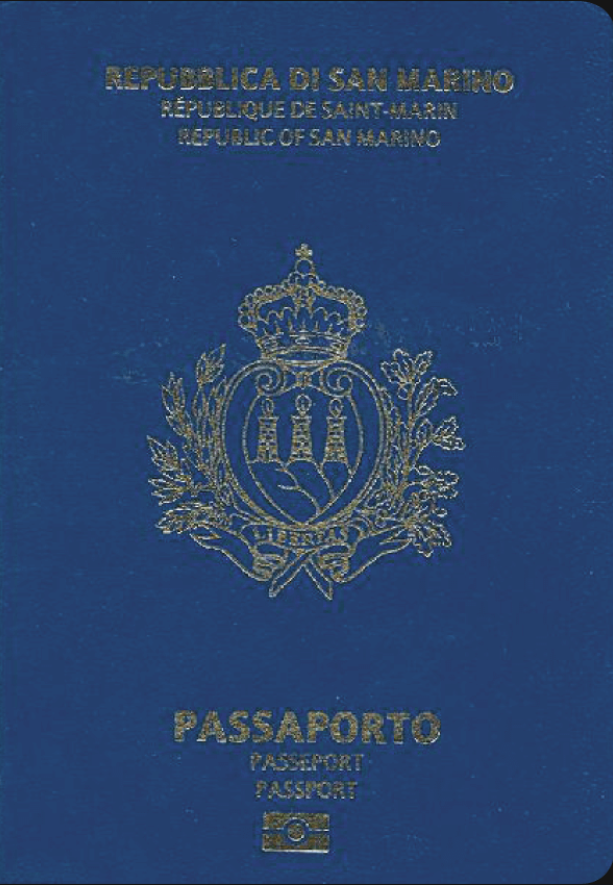
Pasaporte nacional de San Marino

El pasaporte sanmarinense (en italiano: passaporto sammarinense) es el pasaporte usado por los ciudadanos de San Marino para viajes internacionales. 

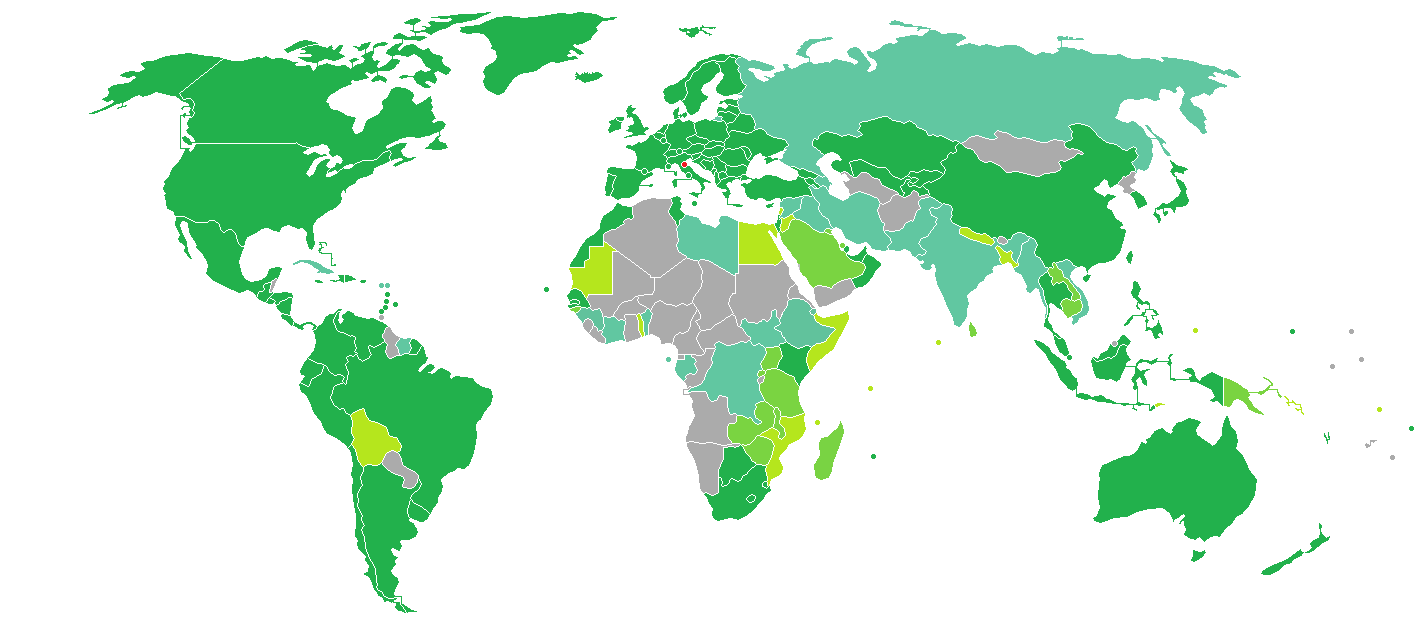
Mapa de visados para los ciudadanos de San Marino

## Solicitud
La solicitud de un pasaporte sanmarinense se realiza en la Oficina del Pasaporte de la ciudad de San Marino o, en el caso de los ciudadanos que viven en el extranjero, en los consulados del país, entregando la siguiente documentación:
- Un formulario completado
- Partida de nacimiento, y certificados de ciudadanía y residencia.
- Certificados de antecedentes penales, juicios pendientes y capacidad civil total (emitidos sin cargo por el Tribunal)

- Dos fotografías.

## Tiempo de procesamiento
En general, el tiempo de procesamiento del pasaporte en San Marino es de 15 días. La tarifa de solicitud es de 60 euros para solicitantes de más de 14 años, 20 euros para solicitantes de entre 3 y 14 años, y 10 euros para solicitantes menores de 3 años.

## Visados
Con el pasaporte sanmarinense se puede viajar a los siguientes países sin necesidad de visa:

#### Europa
- Albania
- Andorra
- Austria
- Bélgica
- Bosnia y Herzegovina
- Bulgaria
- Croacia
- Chipre
- República Checa
- Dinamarca
- España
- Estonia
- Finlandia
- Francia
- Georgia
- Alemania
- Grecia
- Hungría
- Irlanda
- Islandia
- Italia
- Letonia
- Liechtenstein
- Lituania
- Luxemburgo
- Macedonia
- Mónaco
- Montenegro
- Países Bajos
- Noruega
- Polonia
- Portugal
- Rumanía
- Eslovenia
- Serbia
- Suiza
- Eslovaquia
- Suecia
- Ucrania
- Reino Unido
- Ciudad del Vaticano

#### África
- Botsuana
- Gambia
- Lesoto
- Mozambique
- Mauricio
- Senegal
- Sierra Leona
- Suazilandia
- Togo
- Túnez
- Uganda
- Zanzíbar

#### América
- Argentina
- Bahamas
- Barbados
- Belice
- Bolivia
- Brasil
- Canadá
- Chile
- Colombia
- Costa Rica
- Cuba
- República Dominicana
- Ecuador
- El Salvador
- Granada
- Guatemala
- Guayana
- Haití
- Honduras
- Jamaica
- Santa Lucía
- México
- Antigua y Barbuda
- Nicaragua
- Panamá
- Paraguay
- Perú
- San Cristóbal y Nieves
- Trinidad y Tobago
- Uruguay
- Estados Unidos
- Venezuela
- San Vicente y las Granadinas

#### Asia
- Baréin
- Brunéi
- Hong Kong (China)
- Israel
- Japón
- Corea del Sur
- Líbano
- Macao (China)
- Malasia
- Maldivas
- Omán
- Filipinas
- Sri Lanka
- Tailandia
- Timor Oriental
- Turquía
- Emiratos Árabes Unidos
- China
- Irán

#### Oceanía
- Australia
- Kiribati
- Micronesia
- Islas Marshall
- Nueva Zelanda
- Palaos
- Samoa
- Islas Salomón
- Tonga